# Kalevi Kosunen
Kalevi Asser Kosunen (ur. 17 stycznia 1947 w Salla) – fiński bokser, medalista mistrzostw Europy w 1979.
Wystąpił w kategorii półśredniej (do 67 kg) na mistrzostwach Europy w 1969 w Bukareszcie, lecz przegrał pierwszą walkę z Celalem Sandalem z Turcji. Na mistrzostwach Europy w 1973 w Belgradzie dotarł do ćwierćfinału tej kategorii, w którym przegrał z Władimirem Kolewem Z Bułgarii.
Na pierwszych mistrzostwach świata w 1974 w Hawanie po wygraniu jednego pojedynku w wadze półśredniej przegrał w następnym z późniejszym złotym medalistą Emilio Correą z Kuby. Przegrał pierwszą walkę w wadze lekkośredniej (do 71 kg) na mistrzostwach Europy w 1975 w Katowicach. Na igrzyskach olimpijskich w 1976 w Montrealu wygrał dwie walki w kategorii lekkośredniej, zanim w ćwierćfinale pokonał go Rolando Garbey z Kuby.
Następnie powrócił do kategorii półśredniej. Przegrał pierwszą walkę na mistrzostwach Europy w 1977 w Halle, a także na mistrzostwach świata w 1978 w Belgradzie (pokonał go Roosevelt Green ze Stanów Zjednoczonych).
Zdobył brązowy medal w wadze półśredniej na mistrzostwach Europy w 1979 w Kolonii po wygraniu dwóch walk i przegranej w półfinale z Ernstem Müllerem z RFN. Była to jego ostatnia duża impreza międzynarodowa.
Kalevi Kosunen był mistrzem Finlandii w wadze półśredniej w 1972, 1973, 1974, 1975,  1977, 1978 i 1979, wicemistrzem w wadze półśredniej w 1976 oraz brązowym medalistą w wadze lekkiej (do 60 kg) w 1967 i w wadze półśredniej w 1970 i 1971.